# Świderki (Owieczki)
Świderki – część wsi Owieczki w Polsce, położona w województwie łódzkim, w powiecie sieradzkim, w gminie Klonowa.
W latach 1975–1998 Świderki administracyjnie należały do województwa sieradzkiego.